# AMK (motorfiets)
Het Alternatives Motorrad Konzept (AMK) was een motorfietsontwerp uit 1980 van Ferdinand Alexander Porsche op basis van de Yamaha SR 500 eencilinder.
De Yamaha SR 500 werd in 1978 gepresenteerd als "straatversie" van de Yamaha XT 500 allroad motorfiets en was erg kaal uitgevoerd, zelfs zonder startmotor. Porsche nam deze motorfiets als basis om zijn visie op de "motorfiets voor 1990" vorm te geven. 
Het bedieningsgemak stond bij dit studiemodel voorop. koppeling en versnellingsbak werkten automatisch, er kwam een startmotor op en de motor kreeg een integraal remsysteem dat alleen via een voetrem werd bediend.
De bemoeienis van Porsche met de motorfietswereld kwam niet helemaal uit de lucht vallen: Enkele jaren eerder had het bedrijf al steun verleend bij de ontwikkeling van de cardanaandrijving van de Yamaha XS 750. Ook de motor van de veel later (in 2001) verschenen Harley-Davidson VRSC werd in samenwerking met Porsche ontwikkeld. Dit was de eerste motor van Harley-Davidson met bovenliggende nokkenassen en vloeistofkoeling.